# Герб Летичівського району
Герб Летичівського району — офіційний символ Летичівського району, затверджений 14 серпня 2008 р. рішенням сесії районної ради.

## Опис
Щит поділений перекинуто-вилоподібно. На першому червоному полі срібний селянин-козак із заклично піднятими вгору руками: правою зі списом, лівою із запаленим смолоскипом; на другому срібному полі зелене дерево; на третьому лазуровому композиція з трьох золотих риб, що утворюють коло. Щит увінчано золотим сонцем з прямими зубчастими променями, накладеним на бароковий візерунок, й обрамлено вінком із зеленого дубового листя та пшеничного колосся, обвитим синьо-жовтою стрічкою. У нижній частині вінка вміщено гроно калини з листками.